# Afro Blue Impressions
| Recensione                          | Giudizio |
| ----------------------------------- | -------- |
| AllMusic                            |          |
| The Penguin Guide to Jazz           | [ 2 ]    |
| The Rolling Stone Jazz Record Guide | [ 3 ]    |

Afro Blue Impressions è un album dal vivo del sassofonista jazz statunitense John Coltrane pubblicato dalla Pablo Live nel 1977.

## Il disco
L'album contiene registrazioni effettuate a Berlino e a Stoccolma durante la tournée europea del quartetto di Coltrane nell'autunno del 1963. Pubblicato inizialmente su due LP, l'album fu poi rieditato su singolo CD con un numero di brani ridotto e in seguito rimasterizzato su due CD con una diversa copertina.
L'impresario Norman Granz, che aveva organizzato le tournée europee di Coltrane sin dal 1961, registrò in quelle occasioni una gran quantità di materiale e, a partire dagli anni settanta, pubblicò per la sua etichetta Pablo alcuni album contenenti le esibizioni dal vivo di Coltrane in Europa.
La Fantasy Records, che nel 1987 aveva acquistato la Pablo Records, pubblicò nel 2001 un cofanetto di sette CD-Audio intitolato Live Trane - The European Tours contenente il materiale già apparso nei dischi di Granz e molto materiale inedito proveniente dagli stessi concerti europei.

## Tracce
Tutti i brani sono composti da John Coltrane eccetto dove indicato.
Lato A
1. Lonnie's Lament — 10:07
2. Naima — 7:58
3. Chasin' the Trane — 5:41

Lato B
1. My Favorite Things (Oscar Hammerstein II, Richard Rogers) — 21:02

Lato C
1. Afro Blue (Mongo Santamaría) — 7:34[4]
2. Cousin Mary — 9:54
3. I Want To Talk About You (Billy Eckstine) — 8:15

Lato D
1. Spiritual — 12:16
2. Impressions — 11:30

- Registrato all'Auditorium Maximum di Berlino, Germania Ovest, il 2 novembre 1963 e al Konserthuset di Stoccolma, Svezia, il 22 ottobre 1963 (Spiritual e Impressions).[5]

## Formazione
- John Coltrane - sassofono tenore, sassofono soprano
- McCoy Tyner - pianoforte
- Jimmy Garrison - contrabbasso
- Elvin Jones - batteria

## Edizioni
- 1977 – LP (doppio), Pablo Live 2620 101
- 1977 – LP (doppio), Pablo Live 2331 101/102
- 1990 – CD, Pablo Live CD 2620 101, con 5 tracce
- 1993 – CD (doppio), Pablo Live ZXY-Music 2PACD-2620-101